# Annie de Mytho
Annie de Mytho, de son nom de naissance Anne Marie Mathilde Victoria Dubosq, est une femme de lettres française née le 24 mai 1899 à Paris et morte le 14 avril 1999 à Nice.

## Biographie

### Famille
Annie de Mytho a pour mère Henriette Gabrielle Reine Marie Charner et pour père l'artiste peintre Albert Amédée Ange Dubosq. Sa mère descent de l'amiral Léonard Victor-Joseph Charner (1797-1869). l'homme qui conquit Khoa et Mytho en Cochinchine.
Annie de Mytho se marie en 1923, à Nice, avec Henry Fernand Cumin. Ils divorcent en 1956. Elle habite 40 rue Verdi à Nice.

### Carrière littéraire
Annie de Mytho utilise également le pseydonyme A. de Sainte-Henriette.
Elle est lauréate du prix René-Béhaine (Festival du livre, 1970).

### Confusion avec Renée Dunan
L'essai Vie d'un grand marin : L'amiral Charner 1797-1869, signé A. de Sainte Henriette et publié par les éditions Ophrys en 1945, est souvent attribué à tort à Renée Dunan,,.
Dans le dossier « L'affaire Renée Dunan, une accumulation de mystères », Jean-Paul Gomel, Paul J. Hauswald et Claude Herbulot notent que : « En lisant le roman L'Homme aux yeux fauves d'Annie de Mytho [...] nous avons tout de suite reconnu le récit : il s'agissait d'une copie conforme, avec changement du nom des personnages, du Mystère du léopard de William Stafford [...] un pseudonyme connu de Renée Dunan ! » 
À la suite de cette découverte, ils s'interrogent : « Tous les ouvrages d'Annie de Mytho semblent être des reprises de Renée Dunan. S'était-elle spécialisée dans la réécriture de romans de Renée Dunan ? »
Ce n'est pas le cas, comme le démontre Fabrice Mundzik sur le site consacré à Renée Dunan : différents ouvrages d'Annie de Mytho et Renée Dunan y sont présentés et comparés.

## Œuvres
Sous le nom Annie de Mytho :
- L'Homme aux yeux fauves, Chantal, 1945.
- La Mission d'Hervé Hanchy, Ophrys, 1946.
- Passion et Maléfice, Ophrys, 1948.
- Un Chat parmi les Hommes, Elf Jacques Dervyl, 1954. Préface de Paul Reboux.

Sous le nom A. de Sainte-Henriette :
- Vie d'un grand marin : l'Amiral Charner : 1797-1869, Ophrys, 1945.